# Вісьнево (Підляське воєводство)
Вісьнево (пол. Wiśniewo) — село в Польщі, у гміні Замбрув Замбровського повіту Підляського воєводства.
Населення — 205 осіб (2011).
У 1975-1998 роках село належало до Ломжинського воєводства.

## Демографія
Демографічна структура станом на 31 березня 2011 року:
|          | Загалом | Допрацездатний вік | Працездатний вік | Постпрацездатний вік |
| -------- | ------- | ------------------ | ---------------- | -------------------- |
| Чоловіки | 109     | 20                 | 74               | 15                   |
| Жінки    | 96      | 19                 | 55               | 22                   |
| Разом    | 205     | 39                 | 129              | 37                   |